# Kuychi
Kuychi (también como: K'uychi, Cuychi, Kuyuchi o Cuyuchi) es el dios del arcoíris en la mitología incaica. La figura de este dios tenía múltiples interpretaciones; sin embargo, su presencia estaba mayormente considerada como un mal presagio, pues estaba asociado con la muerte y las enfermedades.

## Etimología
Su nombre proviene del quechua y significa literalmente arcoíris. Del mismo modo, el arco celestial es la personificación de este dios y, en base a él, existen numerosos mitos y creencias dentro del área andina.

## Concepto
Al igual que otros dioses andinos, Kuychi es descrito como una entidad ambivalente. La entidad multicolor fue considerada un símbolo de prosperidad, así como también, fue vinculada con la aparición de enfermedades y el mal augurio.

### El arcoíris como señal propicia
La figura del arcoíris estaba asociada con el ídolo Huanacauri, cuyo nombre era usado para designar al cuerpo petrificado de Ayar Uchu. El cuerpo petrificado del mítico hijo del Sol (Viracocha o Inti) era considerado una huaca y, según algunas crónicas, para rememorar su conversión a piedra sagrada, se institucionalizó la ceremonia del Warachikuy.
Sin embargo, algunos cronistas como Martín de Murúa sostienen que esta conmemoración fue dedicada para Ayar Cachi y no para Ayar Uchu.
Asimismo, el arcoíris es mencionado por el cronista y es tomado por señal de que el mundo no sería devastado por agua. Esto posiblemente aluda al fenómeno conocido como Unu Pachacútec.
En Historia general del Perú, Murúa expone lo siguiente:

«Y vieron un Arco del Cielo, que era tiempo de aguas, y el un pie estaba fijado en el cerro (Huanacauri), y como lo viesen una mañana al alborear, de lejos, dijeron los unos a los otros: veis aquel Arco, y todos respondieron que sí, y dijo Manco Capac, el mayor: buena señal es aquella, que ya no se acabará el mundo por agua; vamos allá y desde allí veremos a donde hemos de fundar nuestro pueblo, y echaron suertes qué harían, y en ellas supieron cómo era buena llegar aquel cerro a ver lo que había y qué tierra se parecía de allí, y viniendo caminando hacia el cerro, de lejos vieron una huaca, bulto de persona, que estaba asentado, y el arco llegaba a los pies de la huaca. Era esta huaca de un poblezuelo llamado Sano, que estaba a una legua pequeña, de allí llamase huaca Chimpo y Cahua, y entraron en consulta y trataron que sería bueno cogerlo y que si no lo tomaban, que no tenían ningún remedio, y yendo a ello, Ayarcache, así como llegó a la huaca se asentó sobre ella y le dijo:¿qué hacéis, hermano? estemos juntos, y la huaca volvió la cabeza a conocer quién era, y como lo tenían oprimido, no lo pudo ver bien, y queriéndose desviar, no lo pudo, porque se le quedaron las plantas de los pies pegados a las espaldas de la huaca. Los hermanos, entendiendo que ya estaba preso, fueron corriendo a ayudarle, y des que así se vio les dijo, cuando llegaron: mala obra me habéis hecho, que ya no puedo ir con vosotros; ya quedo apartado de vuestra compañía y sé que habéis de ser grandes señores. Lo que os ruego es que en todas vuestras fiestas y sacrificios os acordéis de mí y cuando hicieres Guarachico a vuestros hijos como a su padre que acá por todos queda, sea yo adorado dellos; y así quedó Ayarcache hecho piedra y le pusieron por nombre Guanacauri, y los hermanos, muy tristes, se volvieron la cuesta abajo y llegaron a un sitio que está a los pies del cerro Huanacauri, llamado Matahua, y allí horadaron las orejas a Sinchiroca, que es Huarachico, y lloraron la dejada de su hermano y dijeron: Oh, si nuestros hermanos vieran este infante, como se holgaran con él, y comenzaron a llorar, y allí se inventó el llanto de los muertos y las ceremonias con que se lloran, y tomando para ello el Phrasis y de las palomas, y allí inventaron las ceremonias de los raimis quico chico y rutu chico y la fiesta del ayuscai, que todo se declara en su lugar.»
Historia general del Perú, capítulo II

El cronista Santacruz Pachacuti establece que la aparición de un doble arcoíris era interpretado como señal de un buen porvenir.

«Y beniendo así, dizen que llego al dicho çerro más alto de todo aquel lugar, y en donde, junto del dicho Apo Manco Capac, se lebantó un arco del çielo muy ermoso de todos colores, y sobre el arco pareció otro arco, de modo que el dicho Apomanco Capac se bido enmedio del arco, y lo avía dicho: «buena señal, buena señal tenemos.»
Relación de antigüedades deste reyno del Piru

Es posible que por estos motivos, el arcoíris fuera considerado una entidad protectora del Inca. Esto se puede ver reflejado en el estandarte que representa al mismo Sapa Inca. Es menester mencionar que, dicho estandarte solamente representa al máximo gobernante, mas no al Tahuantinsuyo en conjunto.

### El arcoíris como portador de desgracias
La figura del arcoíris también fue asociada con el advenimiento de muerte y enfermedades. Fueron varios los cronistas que atribuyeron estas características al arcoíris. Entre ellos, se encuentra el Fray Martín de Murua. En su obra Historia general del Perú, él expone la siguiente información acerca de Kuychi:

«El arco del cielo, a quien llamaban Cuychi, les fue siempre cosa horrenda y espantable, y temían por lo que les parecía las más veces para morir o venirles algún mal. Reverenciábanlo y no osaban alzar los ojos hacia él. Si lo miraban no se atrevían a señalarlo con el dedo, entendiendo que se morirían o que se les entraría en la barriga, y tomaban tierra y untábanse con ella la cara y la parte y lugar donde les parecía que caía el pie del arco; le tenían por cosa temerosa, y que allí había alguna huaca u otra cosa digna de reverencia. Otros decían que salía el arco de algún manantial o fuente y que si pasaba por algún indio, moriría o le sucederían desastres y enfermedades.»
Historia general del Perú, capítulo XXXIV

En la actualidad, las creencias que establecen al arcoíris como portador de desgracias persisten en la memoria de los pobladores andinos.

## Representación
A lo largo del tiempo, el arcoíris fue representado por diversas culturas andinas. Por lo general, el fenómeno meteorológico estaba fuertemente vinculado con serpientes y felinos sobrenaturales.
En el caso de los incas, el arcoíris fue conocido como Kuychi y su importancia era tal que fue considerado una deidad y fue tomado por blasón representante del Sapa Inca. Dicho blasón era el Estandarte Imperial Incaico. 
La figura de Kuychi estaba asociada mayormente a la mítica serpiente Amaru.

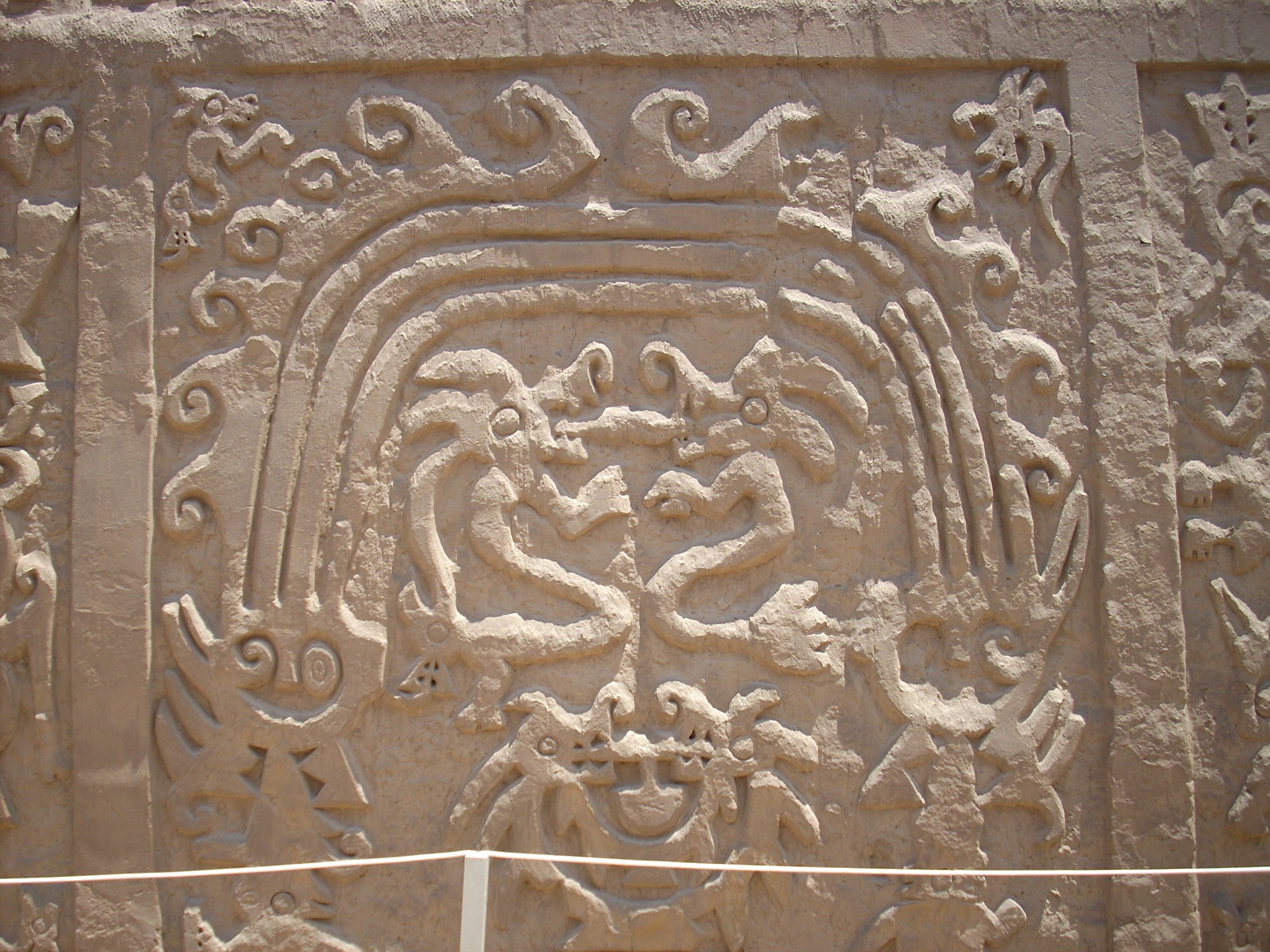
Huaca del Arcoíris, monumento religioso preinca. Nótese la figura zoomorfa del arcoíris

## Creencias
Aun al día de hoy, las creencias que giran en torno al arcoíris perviven en la memoria de los pueblos andinos.
A continuación se muestran algunos mitos asociados con el arco del cielo.

### Según los pobladores del Cusco
En la actual región del Cusco, existe la creencia de que Kuychi (arcoíris) puede reducir su tamaño y, para pasar desapercibido, adopta la forma de un ser humano. Cuando encuentra a un hombre, Kuychi intentará introducirse por la boca de la persona; en el caso de encontrar una mujer, Kuychi buscará introducirse por la vagina.

### Según los Huancas
Entre sus relatos, se encuentra el relato conocido como Amaru Aranway.
En este relato, se hace mención de poderosas y destructivas criaturas en un mundo primigenio. Los ancestros de los Huancas suplicaban al gran Viracocha por una solución. El dios accede y ordena al Tulumanya (primer arcoíris) que engendre a un fabuloso ser para coadyuvar a los pobladores.
Tulumanya estira sus patas multicolores en una laguna y, acompañado de un gran estruendo, nace de su pecho una colosal serpiente conocida como Amaru.
Este último se encargó de acabar con las feroces criaturas; sin embargo, el hambre de la colosal sierpe era tal, que comenzó a devorar a los Huancas.
Estos volvieron a solicitar la ayuda de Viracocha. De la misma forma, fue engendrado otro Amaru para combatir al primero.
Sin embargo, entre ambos y sus descomunales batallas, generaron más destrucción que una definitiva solución.
Ya harto de la situación, el dios Viracocha envía a Illapa (el rayo) para exterminar a los dos Amarus.
Cuando el dios aniquila a las gigantescas serpientes. Los cuerpos de ambas sierpes se hinchan y se petrifican, dando como resultado las cadenas de montañas que albergan al Valle del Mantaro.

### Según los Tayacaja
En la mitología de los pueblos quechuas de Tayacaja, se tiene la creencia de que el arcoíris representaba al cabello de los gentiles. Estos cabellos son letales ya que pueden ocasionar daños a la salud de las personas.
Los gentiles son el nombre en español de los Wari Wiraqucha Runas, descritos por Guamán Poma de Ayala.
Los gentiles fueron los primeros humanos que habitaron el mundo. Estos fueron descritos como poderosos gigantes que tenían cierto dominio del tiempo. Asimismo, estos eran destructivos y, por ende, fueron castigados por los dioses.
La diosa encargada del exterminio de estos gigantes fue Pachamama, la cual hizo que aparecieran dos soles en el cielo.

### Según los pobladores de Cajatambo
Según testimonios de Cajatambo, en el centro del pueblo de Mangas, se encontraba una fuente llamada Rimay Pukyu (la fuente que habla).
Dentro de la fuente, moraba una deidad femenina conocida como Anco Anaco. Esta era la hermana de los cerros-mallquis que protegían al pueblo. Anco Anaco aparecía a veces en la fuente bajo la forma de una mujer enorme. Las aguas de la fuente eran recogidas por las mujeres solteras en un cántaro llamado también Anco Anaco.
Se le dedicaban ofrendas para tener fortuna en las casas nuevas, para la abundancia del agua en la fuente, una buena cosecha, y para la adivinación. Durante la ceremonia, una figura de mujer solía aparecer en el agua del cántaro; sin embargo, ciertas veces aparecía encima del cántaro un arcoíris. Dicho fenómeno meteorológico era interpretado como presagio de la muerte próxima de algún participante y, quizá también, como una promesa de prosperidad.

### Según los pobladores de Huanta
Según algunos habitantes del pueblo de Huanta, el arcoíris estaba asociado a una mujer llamada Chirapa. Ella era descrita como una bella mujer vestida con toda clase de hilos de tejer.
Se dice que, antes de la llegada del Inca Pachacútec por estas tierras, el pueblo de Huanta era un lugar silvestre lleno de bosques. En aquel entonces, existía una laguna inmensa. En las orillas de dicha laguna vivían unos gigantes largos y grandes. Se llamaban Huillca y no le tenían miedo a nadie, aunque pocos eran poderosos. Se alimentaban de arcilla y agua salada. El padre y jefe de ellos se llamaba Turuncana.
El día que Chirapa encontró a Turuncana, este último reunió a todos los Huillca y les informó sobre su encuentro con dicha mujer.
Este mencionó que la mujer huía de un formidable ser mítico conocido como Mancharu.
Al Mancharu se le describe como un mono negro, de cabeza horrible, se parece a la nube, se parece al rio. Camina como el mismo trueno: ¡Bunrururún! Sus ojos relampaguean como el mismo fuego hasta arder. Es muy colérico. En su boca tiene una espuma venenosa. Con su lengua lo empapa todo, lo carcome todo y lo disuelve todo. No hay que dejarse sorprender por él durmiendo. A quien se duerme, el Mancharu lo desuella.
Turuncana también les dijo que la mujer, transformada en un ovillo, se ocultó en sus manos.
El jefe de los Huillcas finalizó diciendo que trataría de extraviar al feroz Mancharu; y si no, el jefe y los gigantes lo esperarían para tratar de ahogarlo en la laguna. Asimismo, Turuncana advirtió a los demás que, en caso de que Mancharu lo encontrase solo y este lo venciese, ellos también pueden ser exterminados.
Mientras hablaba, el Gran Viracocha ya había dispuesto lo que había de suceder; y entonces, el temor de Turuncana se hizo realidad.
Turuncana, de todas maneras, durante el mes que transcurrió de día y de noche, se mantuvo despierto esperando a Mancharu; y, cuando no llegaba él ni nadie, sus ojos parpadearon un solo instante. En ese parpadeo, Mancharu se le apareció y, agarrándole del cuello, lo hizo pedazos y arrojó su cuerpo muy lejos. En el momento en que lo agarró del cuerpo, el agua de toda la laguna se vació; y, allí mismo, los Huillcas, en los lugares donde se encontraban, se sentaron para no moverse más; y es por eso que, hasta hoy en día, se encuentran donde los vemos: Uyu Huillca, Allqu Huillca, Pichca Huillca, Mayhua Huillca; así se llaman los cerros que están en esos lugares.
Y el ovillo de Chirapa, cayéndose de las manos de Turuncana, rebotó aquí y allá huyendo, como algo que estuviera haciendo un puente. Desde entonces hasta ahora, va moviéndose sin cesar de manantial en manantial, de laguna en laguna, de cerro en cerro, levantando un puente. Desde esa época también, Mancharu, convertido ya en el río Mantaro, por el lado del cerro Huatuscalla, está subiendo hacia la selva persiguiendo a Chirapa.

## Lugares de veneración

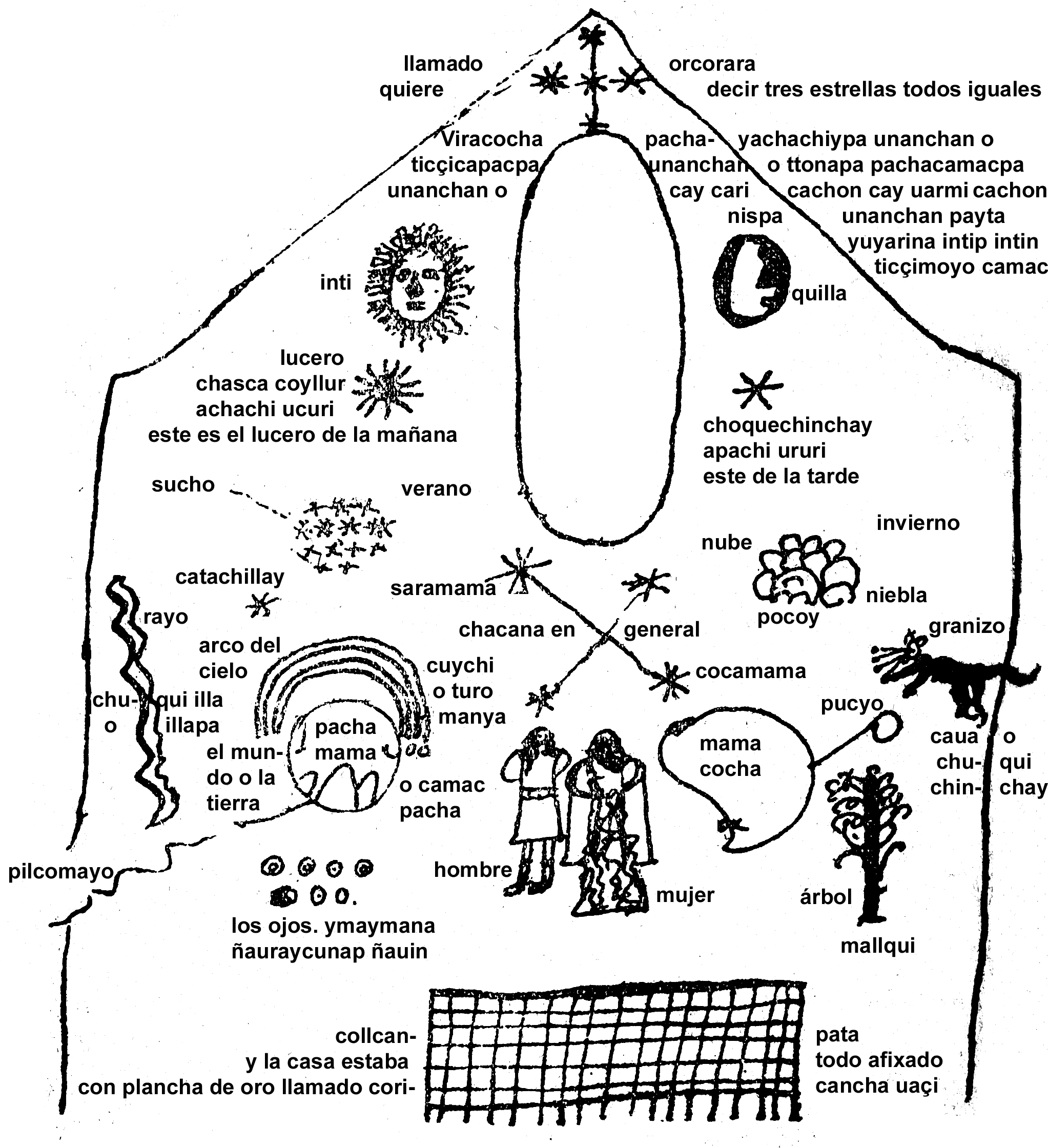
Diagrama de Santacruz Pachacuti. Se puede leer la figura del arco del cielo como: Cuychi o Turumanya

Según información obtenida de algunos cronistas, existía una sección en el templo del Coricancha dedicada a la deidad Kuychi.
Uno de esos cronistas es Guamán Poma de Ayala. En su obra Nueva corónica y buen gobierno, el cronista menciona las siguientes características:

«En el tenplo de Curi Cancha, que todas las paredes alto y bajo estaua uarnecida de oro finícimo y en lo alto del techo estaua colgado muchos cristales y a los dos lados dos leones (pumas) apuntando el Sol alunbraua de las uentanas la claridad de los dos partes soplauan dos yndios y se [...] Entrauan el uiento del soplo y salia un arco que ellos les llaman Cuychi. Y alli en medio se ponia el Ynga hincado de rrodillas puesta las manos el rrostro al sol y a la ymagen del sol y decia su oracion y rrespondia los demonios lo que pedia.»
Nueva corónica y buen gobierno, capítulo 12, página 264 y 265

Del mismo modo, Inca Garcilaso de la Vega describe el templo de Kuychi de la siguiente manera:

«Otro aposento (que era el cuarto) dedicaron al arco del cielo, porque alcanzaron que procedía del Sol, y por ende lo tomaron los Reyes Incas por divisa y blasón, porque se jactaban descender del Sol. Este aposento estaba todo guarnecido de oro. En un lienzo de él, sobre las planchas de oro, tenían pintado muy al natural el arco del cielo, tan grande, que tomaba de una pared a otra con todos sus colores al vivo. Llaman al arco Cuychu, y, con tenerle en esta veneración, cuando le veían en el aire cerraban la boca y ponían la mano adelante, porque decían que si le descubrían los dientes los gastaba y empobrecía.»
Comentarios Reales de los Incas, capítulo XXI, página 196